# Heinrich Ulrich (Politiker)
Heinrich Ulrich (* 10. Juli 1871 in Salzburg; † 29. November 1943 ebenda) war ein österreichischer Politiker der Sozialdemokratischen Arbeiterpartei (SdP).

## Ausbildung und Beruf
Nach dem Besuch der Volksschule ging er an ein Gymnasium und besuchte danach Kurse für Verrechnungskunde. Danach wurde er Landesoberrechnungsrat in Salzburg.

## Politische Mandate
- 25. Mai 1919 bis 9. November 1920: Mitglied der Konstituierenden Nationalversammlung, SdP
- 10. November 1920 bis 2. September 1922: Mitglied des Nationalrates (I. Gesetzgebungsperiode), SdP